# 1. division (Eishockey) 1975/76
Die Saison 1975/76 war die 19. Spielzeit der 1. division, der höchsten dänischen Eishockeyspielklasse. Meister wurde zum insgesamt zehnten Mal in der Vereinsgeschichte KSF Kopenhagen.

## Modus
In der Hauptrunde absolvierte jede der zehn Mannschaften insgesamt 18 Spiele. Die sechs bestplatzierten Mannschaften qualifizierten sich für die Finalrunde, deren Erstplatzierter Meister wurde. Für einen Sieg erhielt jede Mannschaft zwei Punkte, bei einem Unentschieden gab es einen Punkt und bei einer Niederlage null Punkte.

## Hauptrunde
|     | Klub                 | Sp | S  | U | N  | T   | GT  | Punkte |
| --- | -------------------- | -- | -- | - | -- | --- | --- | ------ |
| 1.  | KSF Kopenhagen       | 18 | 14 | 0 | 4  | 94  | 49  | 28     |
| 2.  | Rungsted IK          | 18 | 11 | 4 | 3  | 97  | 49  | 26     |
| 3.  | Gladsaxe SF          | 18 | 12 | 1 | 5  | 101 | 55  | 25     |
| 4.  | Rødovre Mighty Bulls | 18 | 10 | 4 | 4  | 100 | 59  | 24     |
| 5.  | AaB Ishockey         | 18 | 11 | 1 | 6  | 110 | 70  | 23     |
| 6.  | Esbjerg IK           | 18 | 9  | 2 | 7  | 86  | 73  | 20     |
| 7.  | Herning IK           | 18 | 7  | 1 | 10 | 95  | 85  | 15     |
| 8.  | Vojens IK            | 18 | 4  | 0 | 14 | 79  | 101 | 8      |
| 9.  | Hellerup IK          | 18 | 3  | 0 | 15 | 36  | 137 | 6      |
| 10. | Hvidovre IK          | 18 | 2  | 1 | 15 | 44  | 164 | 5      |

Sp = Spiele, S = Siege, U = unentschieden, N = Niederlagen, OTS = Overtime-Siege, OTN = Overtime-Niederlage, SOS = Penalty-Siege, SON = Penalty-Niederlage

## Finalrunde
KSF Kopenhagen konnte sich in der Finalrunde durchsetzen und den Meistertitel gewinnen.